# Jean-Xavier de Lestrade
Jean-Xavier de Lestrade (* 1. Juli 1963 in Mirande, Département Gers) ist ein französischer Drehbuchautor, Filmproduzent und Filmregisseur, der 2002 mit einem Oscar ausgezeichnet wurde.

## Karriere
Lestrades Karriere im Filmgeschäft begann 1998, als er das Drehbuch zum Dokumentarfilm Une Australie blanche et pure verfasste. Als Executive Producer war er 2001 das erste Mal verantwortlich, als er beim Dokumentarfilm La justice des hommes mitwirkte. Sein Regiedebüt gab Lestrade mit dem Fernsehfilm La cavale des innocents im Jahr 1995. Für seine künstlerischen Leistungen bei Ein Mörder nach Maß erhielten er und Denis Poncet einen Oscar für den besten Dokumentarfilm. Dies war die erste Zusammenarbeit der beiden Franzosen. Die zweite und letzte war bei dem Fernsehfilm Nylons und Zigaretten, der im Jahr 2010 veröffentlicht wurde.

## Filmografie (Auswahl)
- 2001: Ein Mörder nach Maß (Un coupable idéal, Dokumentarfilm)
- 2004: The Staircase: Tod auf der Treppe (Soupçons)
- 2010: Nylons und Zigaretten (Cigarettes et bas nylon, Fernsehfilm)
- seit 2019: Giftige Saat (Jeux d'influence, Fernsehserie)